# Филиппково (Бежецкий район)
Филиппково — деревня Бежецкого района Тверской области России, административный центр Филиппковского сельского поселения.

## География
Деревня расположена на автодороге 28К-0034 Вышний Волочек - Сонково в 11 км на запад от райцентра города Бежецк.

## История
В конце XIX — начале XX века деревня являлась центром Филиппковской волости Бежецкого уезда Тверской губернии. 
С 1929 года деревня являлась центром Филиппковского сельсовета Бежецкого района Бежецкого округа Московской области, с 1935 года — в составе Калининской области, с 2005 года — в составе Филиппковского сельского поселения.

## Население
| 1859 | 1887 | 1920 | 1997 | 2008 | 2010 |
| ---- | ---- | ---- | ---- | ---- | ---- |
| 277  | ↗315 | ↗347 | ↘327 | ↘206 | ↘182 |

## Инфраструктура
В деревне на 1995 год имелись начальная школа, детский сад, фельдшерско-акушерский пункт, дом культуры, отделение почтовой связи.